# Грунтовчани
Грунтовчани је југословенска телевизијска серија од десет епизода, снимана 1975.  по сценарију Младена Керстнера у режији Креше Голика.

## Списак епизода
| Редни број | Назив епизоде             | Премијерно емитовање |
| ---------- | ------------------------- | -------------------- |
| 1          | Божја воља                | 21. септембар 1975.  |
| 2          | Јелен                     | 28. септембар 1975.  |
| 3          | Бабица су наканили хмрети | 5. октобар 1975.     |
| 4          | Златна јајца              | 12. октобар 1975.    |
| 5          | Овце иду                  | 19. октобар 1975.    |
| 6          | Шчукин берек              | 26. октобар 1975.    |
| 7          | Компањони                 | 2. новембар 1975.    |
| 8          | Жуфка чуча                | 9. новембар 1975.    |
| 9          | На проби                  | 16. новембар 1975.   |
| 10         | Остајте овдје             | 23. новембар 1975.   |

## Улоге
| Глумац              | Улога                                          |
| ------------------- | ---------------------------------------------- |
| Мартин Сагнер       | Андрија „Драш” Каталенић - Дудек (10 еп. 1975) |
| Смиљка Бенцет       | Регица Каталенић (10 еп. 1975)                 |
| Адела Хорват        | Мага Хелапова - Бабица (10 еп. 1975)           |
| Звонимир Ференчић   | Франц Ожболт - Цинобер (10 еп. 1975)           |
| Марија Гемл         | Ката Ожболт (10 еп. 1975)                      |
| Младен Шермент      | Имбра Грабарић - Пресветли (10 еп. 1975)       |
| Еуген Фрањковић     | Мартин Скворц (10 еп. 1975)                    |
| Никола Новосел      | Туна Писпек (10 еп. 1975)                      |
| Звонимир Торјанац   | Лугар Пишта (10 еп. 1975)                      |
| Јожа Шеб            | Шинтер „Чваркеш” (10 еп. 1975)                 |
| Драгутин Врбенски   | Блаж Беденец (10 еп. 1975)                     |
| Рикард Брзеска      | Габер Кузма (10 еп. 1975)                      |
| Марија Алексић      | Цила Грабарић (9 еп. 1975)                     |
| Зоран Покупец       | Брицо Гашпар (9 еп. 1975)                      |
| Фрањо Мајетић       | Ђуро Микулец - Бесни (8 еп. 1975)              |
| Вјера Жагар Нардели | Грета Скворц (8 еп. 1975)                      |
| Владимир Облешчук   | Змулко (8 еп. 1975)                            |
| Драго Мештровић     | Матула Стубан (7 еп. 1975)                     |
| Јагода Антунац      | Фика Фркаћева (7 еп. 1975)                     |

 Остале улоге  ▼
| Глумац             | Улога                                  |
| ------------------ | -------------------------------------- |
| Томислав Липљин    | Ферчи (6 еп. 1975)                     |
| Бисерка Алибеговић | Франца Пишпекова (6 еп. 1975)          |
| Нада Кластерка     | Мица Габерова (6 еп. 1975)             |
| Славица Вучак      | Бесна Клара (5 еп. 1975)               |
| Владимир Јагарић   | Нацек (5 еп. 1975)                     |
| Јосип Хеинз        | Јакоб (3 еп. 1975)                     |
| Славко Бранков     | Омладинац Иво (3 еп. 1975)             |
| Милан Ремар        | Срцеко (3 еп. 1975)                    |
| Владимир Пухало    | Штефек (2 еп. 1975)                    |
| Фране Пејковић     | Службеник комбината (2 еп. 1975)       |
| Виктор Лељак       | Складиштар Купец (2 еп. 1975)          |
| Хермина Пипинић    | Спрања (2 еп. 1975)                    |
| Вања Драх          | Кузминец (2 еп. 1975)                  |
| Вера Орловић       | Стара (2 еп. 1975)                     |
| Стјепан Пепељњак   | Јулчи - поштар (2 еп. 1975)            |
| Славко Балог       | Друг Видек из опћине (2 еп. 1975)      |
| Милан Самец        | (1 еп. 1975)                           |
| Анте Вицан         | Далматинац - Накупац (1 еп. 1975)      |
| Звонимир Јурић     | Прометник (1 еп. 1975)                 |
| Винко Лисјак       | Ловник Лаци Бахмец (1 еп. 1975)        |
| Антун Налис        | Далматинац - Инспектор (1 еп. 1975)    |
| Миро Санић         | (1 еп. 1975)                           |
| Људевит Геровац    | Директор комбината (1 еп. 1975)        |
| Јован Стефановић   | Накупац кошара (1 еп. 1975)            |
| Јагода Краљ        | Тајница (1 еп. 1975)                   |
| Златко Мадунић     | Скретничар И (1 еп. 1975)              |
| Звонимир Скленар   | (1 еп. 1975)                           |
| Мира Зупан         | Другарица из просвјете (1 еп. 1975)    |
| Мато Јелић         | Скретничар 2(1 еп. 1975)               |
| Иван Ловричек      | Ловац (1 еп. 1975)                     |
| Иван Супрна        | (1 еп. 1975)                           |
| Тихомир Поланец    | Посластичар Кики (1 еп. 1975)          |
| Дани Сегина        | Банкар (1 еп. 1975)                    |
| Миро Шегрт         | Милиционар командир (1 еп. 1975)       |
| Људевит Галић      | Стефина Ловренчек (1 еп. 1975)         |
| Фрањо Грацер       | (1 еп. 1975)                           |
| Владимир Медар     | Лијечник (1 еп. 1975)                  |
| Ђуро Утјешановић   | Милиционар у станици (1 еп. 1975)      |
| Владимир Бачић     | Менаџер (1 еп. 1975)                   |
| Душан Џакула       | Милиционар Перо (1 еп. 1975)           |
| Иван Каблер        | (1 еп. 1975)                           |
| Ивица Плованић     | Томо Фучкар (1 еп. 1975)               |
| Андрија Турковић   | Продавац на сточном сајму (1 еп. 1975) |
| Стјепан Катинчић   | (1 еп. 1975)                           |
| Стјепан Редер      | Ветеринар (1 еп. 1975)                 |
| Владимир Сушић     | Процјенитељ штете (1 еп. 1975)         |
| Антун Тудић        | Овчар (1 еп. 1975)                     |
| Мирко Боман        | Овчар (1 еп. 1975)                     |
| Антун Кујавец      | Инспектор са брковима (1 еп. 1975)     |
| Драго Нусхол       | Постављач чеке (1 еп. 1975)            |
| Бранко Шпољар      | Инспектор (1 еп. 1975)                 |
| Томислав Терзић    | Велечасни (1 еп. 1975)                 |
| Антун Врбенски     | Шофер великог трактора (1 еп. 1975)    |
| Маринко Додиг      | Доктор (1 еп. 1975)                    |

Комплетна ТВ екипа  ▼
| Редитељ              | Крешимир Голик  | (10 еп. 1975)                              |
| Сценариста           | Младен Керстнер | (10 еп. 1975)                              |
| Композитор           | Живан Цвитковић | (10 еп. 1975)                              |
| Директор фотографије | Драгутин Новак  | (10 еп. 1975)                              |
| Mонтажер             | Катја Мајер     | (непознат број епизода)                    |
| Сценограф            | Жељко Сенечић   | (10 еп. 1975)                              |
| Костимограф          | Маја Галасо     | (10 еп. 1975)                              |
| Помоћник режије      | Драго Бахун     | помоћник редитеља (непознат број епизода)  |
| Помоћник режије      | Антун Врдољак   | помоћник редитеља                          |
| Одсек за звук        | Антун Јурковић  | тонски сарадник (непознат број епизода)    |
| Одсек за монтажу     | Маја Родица     | асистент монтажера (непознат број епизода) |